# تذكر المذهول
تذكر المذهول هو فيلم كوميدي تم إنتاجه في الولايات المتحدة وصدر في سنة 2007. الفيلم من إخراج جيس مانافورت من بطولة لايتن ميستر وأليكسا فيغا.

## البطولة
- جون روبنسون
- آمبر هيرد
- لايتن ميستر
- أليكسا فيغا
- كاترينا بيغن

## وصلات خارجية
- تذكر المذهول على موقع IMDb (الإنجليزية)
- تذكر المذهول على موقع ميتاكريتيك (الإنجليزية)
- تذكر المذهول على موقع روتن توميتوز (الإنجليزية)
- تذكر المذهول على موقع ألو سيني (الفرنسية)
- تذكر المذهول على موقع Turner Classic Movies (الإنجليزية)
- تذكر المذهول على موقع أول موفي (الإنجليزية)
- تذكر المذهول على موقع بوكس أوفيس موجو (الإنجليزية)
- تذكر المذهول على موقع قاعدة بيانات الفيلم (الإنجليزية)
- تذكر المذهول على موقع ليتربوكسد (الإنجليزية)
- تذكر المذهول على موقع كينوبويسك (الروسية)